# St. Jakobus der Ältere (Eschlkam)

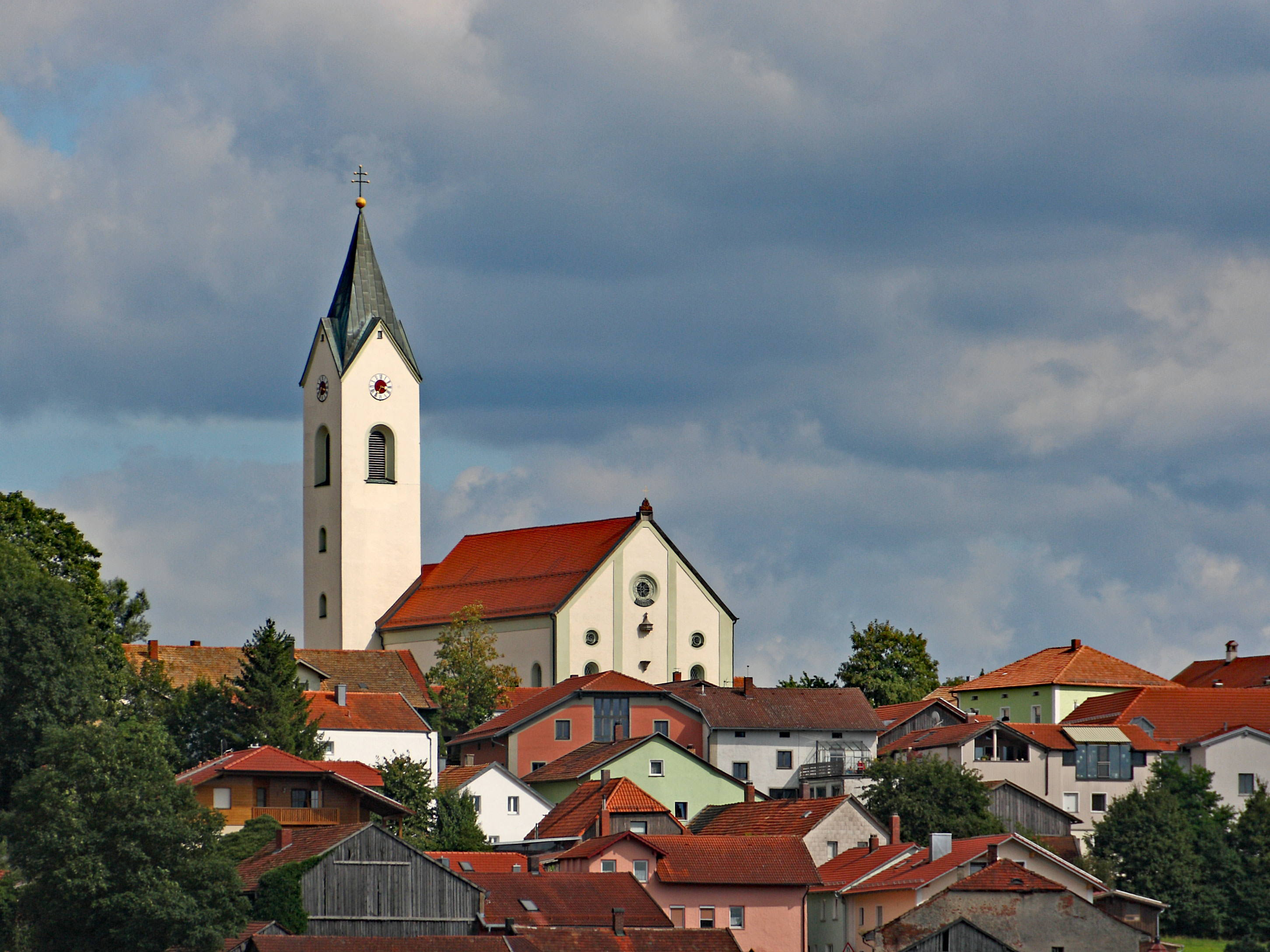
Eschlkam St. Jakobus

Die römisch-katholische, denkmalgeschützte Pfarrkirche St. Jakobus der Ältere steht im Markt Eschlkam, einer Gemeinde in der Oberpfalz im Landkreis Cham. Die Kirche gehört zum Bistum Regensburg. Das Bauwerk ist unter Denkmalnummer D-3-72-124-5 als Baudenkmal in die Bayerische Denkmalliste eingetragen.

## Beschreibung
Die Pfarrei Eschlkam ist erstmals in der Gründungsurkunde des Klosters Seligenthal 1232 erwähnt. Nach der Zerstörung der Kirchenburg 1633 durch die Schweden wurde die Kirche zwischen 1633 und 1651 erneuert. Der gotische Chor und der frühere Turmunterbau wurden dabei im Wiederaufbau mit einbezogen und eine erneute Weihe durch den Regensburger Weihbischof Ernst Graf von Wartenberg erfolgte im Jahr 1691. 1866–1868 wurde die Kirche nach Westen erweitert und der Turm erhöht. 1983/84 erfolgte dann eine vollständige Renovierung der Kirche.
Der Kirchturm besitzt einen Spitzhelm. Die Kirche hat ein ausladendes Langhaus mit Lisenengliederung und einer Flachdecke. Der Innenraum ist mit byzantinisierend-trecentesken ausgestaltet und enthält spätnazarenische Decken- und Wandbilder. Im Schiff finden sich 10 Glasfenster mit Szenen aus dem Marienleben und der Passion Christi und im Chor Glasfenster mit Heiligenfiguren. Die Farbfenster stammen aus den Jahren 1888–1903 aus der Glasmalereianstalt Georg Schneider in Regensburg.
Die reich verzierten Altäre, Kanzel  und der Figurenzyklus stammen aus einer Landshuter Werkstatt und wurden im Zuge der Renovierungen 1866–1868 eingebaut.